# Bund Lesbischer und Schwuler JournalistInnen
Der Bund Lesbischer und Schwuler JournalistInnen e. V. (BLSJ) ist ein Verein lesbischer Journalistinnen und schwuler Journalisten mit Sitz in Köln.
Er engagiert sich insbesondere auf zwei Ebenen:
- Einerseits tritt er für die Rechte und Interessen lesbischer Journalistinnen und schwuler Journalisten und für ein vorurteilsfreies Klima in den Redaktionen ein und dokumentiert Fälle von Diskriminierung am Arbeitsplatz.
- Andererseits setzt er sich für eine faire und realitätsgetreue Berichterstattung über Lesben und Schwule ein und wird gegen homosexuellenfeindliche Medienberichte aktiv. Ziel ist, auf eine Berichterstattung jenseits von Klischees hinzuwirken, die die Vielfalt lesbischer und schwuler Lebenswelten abbildet.

Die Gründung fand am 19. April 1997 in Berlin statt. Er ist bundesweit tätig und besitzt Regionalgruppen in Berlin, Hamburg, Köln, Frankfurt/Main und München. Der Vorstand besteht aus Axel Bach, H. Marie Breer und Konstantinos Mitsis. Ehrenvorsitzender ist seit dem 17. Juli 2010 Martin Rosenberg (1962–2010). Mitglieder sind in vielen führenden deutschen Medienunternehmen vertreten. Nach eigenen Angaben ist der BLSJ die weltweit drittgrößte Interessengemeinschaft lesbischer Journalistinnen und schwuler Journalisten nach den USA und Kanada.

## Aktivitäten
In seinem Kölner Appell vom 22. September 2001 fordert der BLSJ lesbische, schwule und bisexuelle Personen des öffentlichen Lebens auf, aus ihrer sexuellen Orientierung kein Geheimnis zu machen. Dadurch solle zu einem entspannten und selbstverständlichem Umgang beigetragen werden. Von Journalisten und Medien verlangt der Verein eine Enttabuisierung. Die sexuelle Orientierung sei zu erwähnen, wenn dies für das Verständnis einer Nachricht oder Geschichte oder zur Beurteilung der Glaubwürdigkeit einer Person erforderlich sei. In der Berichterstattung über Personen des öffentlichen Lebens sei zwischen sexueller Orientierung und Privatleben zu unterscheiden, und dabei alle Menschen gleich zu behandeln.
Der BLSJ beobachtet die Berichterstattung in den Medien. In mehreren Fällen hat der Verein den Deutschen Presserat auf lesben- und schwulenfeindliche Zeitungsberichte aufmerksam gemacht und zu entsprechenden Rügen veranlasst.
Im Zuge der Berichterstattung um den am 14. Januar 2005 ermordeten Rudolph Moshammer wurde von einigen namhaften Medien der Begriff Homosexuellen-Milieu verwendet, welcher auch durch die Berichterstattung früherer Jahrzehnte in pejorativer Weise mit schmuddeligen Assoziationen verbunden ist. Der BLSJ richtete daraufhin die Webseite www.homosexuellen-milieu.de ein, kritisierte die Kollegenschaft in zwei Presseaussendungen und klärte diese über den Begriff auf. Unter anderem dies löste eine kurze Diskussion in Blogs, Print- und Rundfunkmedien über den Begriff aus, der dabei auch als Unwort bezeichnet wurde und am 18. Januar vom Tagesspiegel zum zukünftigen Unwort des Jahres 2005 vorgeschlagen wurde. Zwar wurde der Begriff in der nachfolgenden Berichterstattung seltener verwendet, aber er taucht trotzdem immer wieder in den Medien auf. Dies greift der BLSJ regelmäßig auf und dokumentiert diese Fälle.
Die Tätigkeit wird von einigen deutschen Zeitungen in ihren Druckausgaben und Onlineportalen aufgegriffen.

## Waldschlösschen-Appell
Auf Initiative des Bundes ist ein Appell gegen die Verharmlosung homosexualitätsfeindlicher Diffamierungen ins Leben gerufen worden: Im Waldschlösschen-Appell warnen die Initiatoren vor „verstärkten Homosexualität herabwürdigenden Anfeindungen, wenn viele Medien weiterhin Angriffe auf die Würde und die Menschenrechte Homosexueller als Teil des legitimen Meinungsspektrums bagatellisieren“. Als Aussagen, die der o. g. Klassifizierung entsprechen, werden Sprüche genannt, wie dass Homosexualität immer noch widernatürlich oder eine Entscheidung sei. Auch dass Homosexualität als heilbar gelte oder dass Homosexuelle Jugendliche „anstecken“ könnten, werden angeprangert. Journalisten sollen solche und ähnliche Aussagen deutlich als diskriminierende Anfeindungen brandmarken.
Der Appell wurde unter anderem von Johannes Kram mitinitiiert und im Tagesspiegel veröffentlicht.

## Fachgruppe Wissenschaftsjournalismus
Innerhalb des Bundes gründete eine Gruppe von Wissenschaftsjournalistinnen und -journalisten am 10. März 2000 in Köln eine „Fachgruppe Wissenschaftsjournalismus“, welche auf der Bundeskonferenz im Jahre 2002 vom BLSJ offiziell anerkannt wurde. Im Jahre 2001 wurde von der Fachgruppe erstmals der Königin-Christine-WissenschaftsjournalistInnen-Preis ausgeschrieben. Am 1. September 2002 wurde dann die Königin-Christine-Gesellschaft als eigener Verein gegründet. Von den sieben Gründungsmitgliedern gehörten drei Mitglieder dem BLSJ an. Die Königin-Christine-Gesellschaft vergab den Preis des Jahres 2002. Seit Oktober 2010 lässt sich keine weitere Tätigkeit der Fachgruppe nachweisen.

## Felix-Rexhausen-Preis

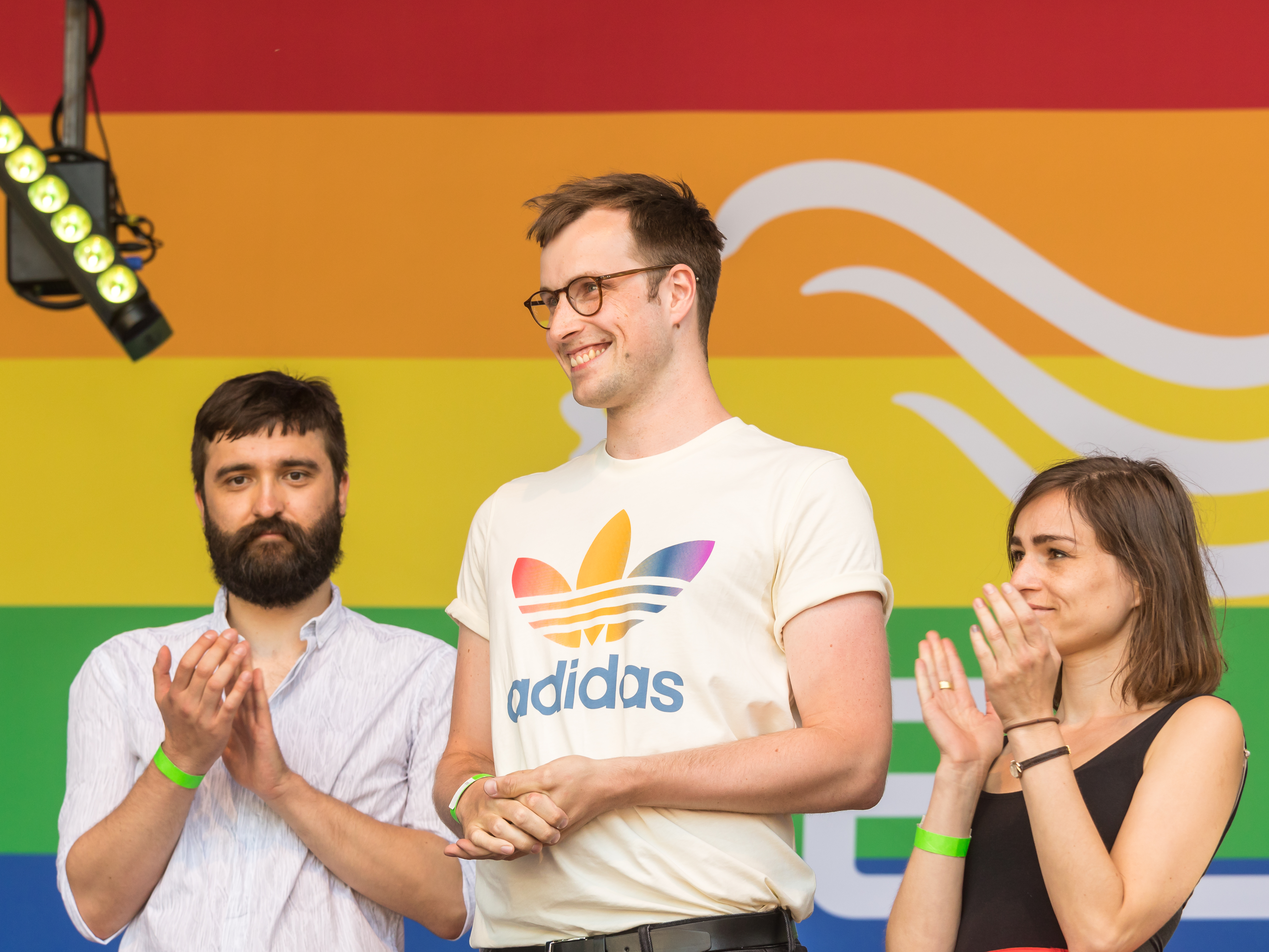
Preisverleihung 2018 auf der Cologne Pride. Mitte: Johannes Nichelmann

Mit dem jährlich vergebenen Felix-Rexhausen-Preis wird publizistisches Engagement bei der Berichterstattung über Lesben, Schwule und Bisexuelle gewürdigt. Die Jury besteht aus sieben Mitgliedern. Für den Preis wird eine eigene Webseite betrieben. Benannt ist er nach dem selbstbewusst-schwulen Journalisten und Mitbegründer der deutschen Sektion von Amnesty International Felix Rexhausen, der – noch zu Zeiten des § 175 und der strafrechtlichen Verfolgung von Homosexualität – die Lebensumstände schwuler Männer „eindringlich, aber auch ironisch und selbstkritisch thematisierte“ (Zitat laut BLSJ).

### Preisträger
- 1998: Thomas Rombach und Jürgen Kolb für die Hörfunk-Reportage Der süddeutsche Sängerkrieg oder Heidelberger Rosa Kehlchen versus Badischer Sängerbund beim Frankfurter RadioX
- 1999: Karin Jurschick für Es gibt nichts, worüber wir nicht reden könnten in der Kölner StadtRevue und Detlef Grumbach für sein Porträt Martin Danneckers im Deutschlandfunk: Bürger wider Willen – die Schwulen-Bewegung zwischen Revolte und Integration
- 2000: Lesbisch-Schwule Presseschau Berlin, die von 1982 bis 2001 monatlich eine kommentierte Auswahl von Artikeln aus der deutschen Heteropresse zum Thema Homosexualität herausgebracht hat
- 2001: Martina Keller für Ich liebe dich, Daddy! über Homosexualität in Namibia, im Deutschlandfunk
- 2002: Rosvita Krausz für Leb wohl mein Herzensschöner – Nachruf auf eine schwule Liebe, Sender Freies Berlin (SFB)
- 2003: Valentin Thurn für den ZDF-Film Mein Papa liebt einen Mann
- 2004: Lorenz Wagner für seine Reportage Goldrausch in Gelsenkirchen in der Financial Times Deutschland
- 2005: Hatice Ayten für ihre Fernsehdokumentation Out of Istanbul bei arte
- 2006: Martin Reichert für seinen Artikel Adieu Habibi in der taz
- 2007: Ted Anspach für seine Fernseh-Dokumentation Homosexualität – genetisch bedingt? bei arte[23]; Kerstin Kilanowski erhält für ihr dreistündiges Radio-Feature Tanz auf der Grenze – Was ist Mann, was ist Frau? in WDR 3 einen undotierten Sonderpreis.
- 2008: Aljoscha Pause für seine Fernsehreportage Das große Tabu – Homosexualität und Fußball im Deutschen Sportfernsehen (DSF)[23]
- 2009: Christine Schön für ihre Radio-Collage Nachhall – Junge Lesben suchen nach ihrer Geschichte (Radio SWR2, 15. April 2009) und Frank Stocker für seinen Artikel Wenn Liebe nur finanzielle Nachteile bringt (Welt am Sonntag, 22. Februar 2009)[23]; Andreas Völlinger erhält für seine beiden Artikel Schwule Hasen und echte Mädels und Voll schwule Superhelden im Internet-Magazin Comicgate einen undotierten Sonderpreis.
- 2010: Günter Frorath, Michael Lohse und Roger Willemsen für ihre Radio-Sendung Er sucht ihn – Männerliebe literarisch (Radio WDR 5, SpielArt, 14. Februar 2010)[23]; Sarah Stricker erhält für ihren Artikel Die wollen mich fertigmachen (Frankfurter Allgemeine Sonntagszeitung, 30. August 2009) einen undotierten Sonderpreis.
- 2011: Steffi Illinger für ihren Film Traditionsbewusst, heimatverbunden, schwul – Eine ganz normale bayerische Volkstanzgruppe (Bayerisches Fernsehen, Vor Ort – Die Reportage, 5. Oktober 2010)[23]
- 2012: Jobst Knigge für seine Fernseh-Dokumentation Der Aids-Krieg (Das Erste, 16. November 2012)[23]; undotierter Sonderpreis für das Team der Sendung Ich bin schwul – Tobi steht auf Jungs (Neuneinhalb – Das Check-Eins-Nachrichtenmagazin), gesendet am 15. Oktober 2011 im Ersten[23]
- 2013: Claus Bredenbrock für die Dokumentation Des Kaisers schmutzige Wäsche (ZDF/Arte 2013); undotierter Sonderpreis für Stefanie Fetz und Max Muth für ihren Beitrag Die Geisterspiele (Franz Josef – Magazin der deutschen Journalistenschule, September 2012)[23]
- 2014: Monika Mengel für ihr Radio-Feature „Und wir nehmen uns unser Recht“ – 40 Jahre neue Lesbenbewegung (gesendet am 14. Januar 2014 auf WDR 5); undotierter Sonderpreis für Thomas Pfaff für seinen Radio-Beitrag 19. September 1963: Sendung der WDR-Glosse „Mit Bayern leben“ von Felix Rexhausen (Zeitzeichen – WDR 5, 19. September 2013)[24]
- 2015: Charlotte Funke und Anne Bohlmann für ihre Radio-Reportage „Die Hausaufgabe ist schwul!“ – Sexuelle Vielfalt in der Schule (gesendet am 18. Oktober 2014 im Kulturradio RBB); undotierter Sonderpreis für YouTube-Porträt-Serie Queer durch Deutschland – Wie junge Lesben, Schwule, Bisexuelle und Trans*-Personen heute aufwachsen[25]
- 2016: Peter Gerhardt für sein Fernseh-Feature Gleiche Liebe, falsche Liebe?!? – Homophobie in Europa (gesendet am 12. Mai 2015 auf Arte); undotierter Sonderpreis für Steffen Jan Seibel und Tania Witte für ihre Zeit-Online-Kolumne auf Andersrum ist auch nicht besser[26]
- 2017: Laura Döing und Olga Kapustina für ihr Radio-Feature Kampf und Flucht – Die Geschichte von Kirill und Jonathan (30. Mai 2016 in SWR 2 – Tandem)[27]
- 2018: Johannes Nichelmann für seinen Radio-Beitrag Tabuthema Bisexualität: Vom Stigma, auf Frauen und Männer zu stehen (1. Februar 2018 in Deutschlandfunk Kultur – Zeitfragen)[28]

### Debatte um Rexhausen als Namenspatron
Im Spätsommer 2013 gab es innerhalb des BLSJ eine Diskussion über Hinweise, dass ein Werk Rexhausens Pädophilie verharmlost habe. Am 1. März 2014 beschloss eine außerordentliche Mitgliederversammlung, den Namen Felix-Rexhausen-Preis beizubehalten. Der Vorstand trat in der Folge zurück. Am 27. März 2014 beschloss die Kölner Bezirksvertretung Innenstadt die Benennung eines Platzes am Hauptbahnhof Köln nach Felix Rexhausen. Die für Mai 2015 geplante Einweihung wurde ausgesetzt, nachdem der Journalist und Theologe David Berger in einem Online-Beitrag die Meinung vertreten hatte, Rexhausen habe sich in dem Tagebuchroman Berührungen aus dem Jahr 1969 verherrlichend über Pädophilie geäußert. Der BLSJ widersprach Bergers Darstellung ausführlich. Der Kölner Grünen-Politiker Volker Beck forderte eine Untersuchung der Vorwürfe gegen Rexhausen, ohne das Buch zu kennen. Die Bezirksvertretung Innenstadt hat die Vorwürfe geprüft. Bezirksbürgermeisters Andreas Hupke berichtete, dass sie sich nicht bestätigt haben. Der Felix-Rexhausen-Platz wurde am 10. Dezember 2015 eingeweiht.

### Königin-Christine-Preis
Der Preis war nach Christina von Schweden benannt, welche ein Verhältnis zu ihrer Hofdame gehabt haben soll und die Wissenschaften förderte. Er sollte wissenschaftliche Themen in der Berichterstattung über Schwule, Lesben und Transgender fördern. Der von der Fachgruppe Wissenschaftsjournalismus im Jahre 2000 gestiftete Preis wurde zweimal vergeben, das zweite Mal von der nahestehenden Königin-Christine-Gesellschaft:
- 2001 Herbert Cerutti aus der Schweiz für seine verschiedenen Beiträge zum Thema Homosexualität im Tierreich
- 2002 Volkart Wildermuth für sein Hörfunkfeature Machen Gene schwul? auf WDR 5

## Veröffentlichungen
- Schöner schreiben über Lesben und Schwule. 8 Beispiele aus der journalistischen Praxis, Faltblatt 2011
- Schöner schreiben über Lesben und Schwule. Ein kollegialer Leitfaden für Journalistinnen und Journalisten, 2013 (ISBN 978-3-937977-06-6)[34]
- Besser berichten über Lesben, Schwule und Bisexuelle sowie trans, inter und queere Menschen. Ein kollegialer Leitfaden, 2025 (ISBN 978-3-937977-23-2)[35]